# Lawton (Oklahoma)
Lawton ist eine Stadt im südlichen US-Bundesstaat Oklahoma in den USA. Sie liegt 142 km südwestlich von Oklahoma City. Das U.S. Census Bureau hat bei der Volkszählung 2020 eine Einwohnerzahl von 90.381 ermittelt. Die Stadt ist County Seat des Comanche County und befindet sich südlich des Wichita Mountains Wildlife Refuge, des Mount Scott und des Lake Lawtonka.
Lawton ist das kulturelle und kommerzielle Zentrum der Gegend. Ein wichtiger Wirtschaftsfaktor sind die großen Granitvorkommen und die Baumwollfelder in der Nähe der Stadt.

## Geschichte
Die Stadt wurde 1901 auf dem letzten indianischen Land unmittelbar an dem riesigen Fort Sill, einem der bedeutendsten Forts und Militäranlagen im US-amerikanischen Westen, mit dem es heute eine Symbiose bildet, gegründet. Sie wurde nach General Henry Ware Lawton (* 1843, † 1899) benannt.
In Fort Sill ist Indianerhäuptling Geronimo begraben. Zahlreiche Überreste verweisen auf das mehr oder weniger friedliche Zusammenleben zwischen Militär und Indianern in den Wichita Mountains.

## Verkehr
Der Lawton–Fort Sill Regional Airport liegt 2 km südlich der Stadt.

## Klima
|                        | Jan  | Feb  | Mär  | Apr  | Mai   | Jun   | Jul  | Aug  | Sep  | Okt  | Nov  | Dez  |   |       |
| Mittl. Temperatur (°C) | 4,9  | 7,3  | 12,1 | 16,7 | 21,8  | 26,4  | 29,0 | 28,9 | 23,9 | 17,6 | 10,6 | 4,9  | ⌀ | 17,1  |
| Mittl. Tagesmax. (°C)  | 12,3 | 14,4 | 19,3 | 24,1 | 28,3  | 33,0  | 36,3 | 36,2 | 31,0 | 24,7 | 17,8 | 12,0 | ⌀ | 24,2  |
| Mittl. Tagesmin. (°C)  | −2,5 | 0,2  | 4,9  | 9,4  | 15,1  | 19,8  | 21,8 | 21,6 | 16,8 | 10,5 | 3,2  | −2,2 | ⌀ | 9,9   |
|                        |      |      |      |      |       |       |      |      |      |      |      |      |   |       |
| Niederschlag (mm)      | 31,0 | 42,2 | 63,8 | 73,4 | 115,1 | 112,5 | 57,4 | 70,0 | 83,1 | 93,2 | 46,7 | 46,2 | Σ | 834,6 |
|                        |      |      |      |      |       |       |      |      |      |      |      |      |   |       |
| Regentage (d)          | 5    | 5    | 6    | 7    | 8     | 8     | 5    | 6    | 6    | 6    | 5    | 5    | Σ | 72    |

| −2,5 |

| 0,2 |

| 4,9 |

| 9,4 |

| 15,1 |

| 19,8 |

| 21,8 |

| 21,6 |

| 16,8 |

| 10,5 |

| 3,2 |

| −2,2 |

| −2,5 |

| 0,2 |

| 4,9 |

| 9,4 |

| 15,1 |

| 19,8 |

| 21,8 |

| 21,6 |

| 16,8 |

| 10,5 |

| 3,2 |

| −2,2 |

## Söhne und Töchter der Stadt
- Ada Leonard (1915–1997), Bandleaderin
- Sam Maddux Jr.  (1915–1990), Generalleutnant der United States Air Force
- William Witney (1915–2002), Film- und Fernsehregisseur
- Rusty McDonald (1921–1979), Country-Sänger
- N. Scott Momaday (1934–2024), Pulitzer-Preis-Gewinner, Schriftsteller
- Leon Russell (1942–2016), Rockmusiker
- Randy Bass (* 1954), Baseballspieler und Politiker
- Johnny Jones (1958–2019), Leichtathlet, Olympiasieger und American-Football-Spieler
- Conrad Herwig (* 1959), Jazzposaunist
- Steven R. White (* 1959), Physiker
- Terry Serpico (* 1964), Schauspieler und Stuntman
- Stacey King (* 1967), Basketballspieler
- Grady Brewer (* 1970), Profiboxer im Halbmittelgewicht
- Chryste Gaines (* 1970), Leichtathletin
- Paul Sparks (* 1971), Schauspieler
- Bryan White (* 1974), Country-Sänger
- Josh Young (* 1988), Basketballspieler

## Städtepartnerschaften
- Güllesheim in Rheinland-Pfalz